# O Homem Enfeitiçado
O Homem Enfeitiçado (também conhecido como A Lâmpada do Diabo) é uma pintura concluída por volta de 1798 por Francisco de Goya. A pintura retrata uma cena da peça de Antonio de Zamora chamada O homem enfeitiçado pela força (em espanhol: El hechizado por fuerza). A obra mostra o protagonista, Dom Cláudio, que acredita estar enfeitiçado e que sua vida depende de manter uma lâmpada acesa.
Esta obra faz parte de uma série de seis pinturas sobre bruxas e demônios que Goya pintou para o duque e a duquesa de Osuna, que tinham uma propriedade em Alameda de Osuna.